# كوش (آراغاتسوتن)
مدينة كوش (بالإنجليزية: Kosh)‏ هي إحدى المدن التابعة لمقاطعة آراغاتسوتن في أرمينيا. يقدر عدد سكانها بـ 3249 نسمة حسب الإحصاء الذي جرى عام 2011.